# 慰安婦像
慰安婦像（いあんふぞう）は、旧日本軍慰安婦の少女時代をモチーフとして作成されたとされる銅像である。韓服を来て椅子に座っている、最初の像のモデルは、彫刻家の11歳時の娘である。17歳未満の女性は慰安婦になれないが、像が幼い少女の姿であるのは彫刻家の構想によるものである。在韓日本大使館前で挺対協主催の日本軍『慰安婦』問題解決全国行動（水曜デモ）の1000回目を記念して、2011年に日本大使館前に設置したのを皮切りに、大韓民国に多数設置されている。国外における設置は韓国系現地人・コミュニティが正義連などの支援を受けながら民族的なアイデンティティを結集するシンボルとして行っている。正義連の理事を務めている夫婦は、2022年5月時点100体近い像で30億ウォン（約2億7000万円）以上を売り上げている。日本側は在韓日本大使館前の慰安婦像は外交関係に関するウィーン条約違反にあたるとし、慰安婦問題日韓合意でも「韓国政府は、日本政府が在韓国日本大使館前の少女像に対し、公館の安寧・威厳の維持の観点から懸念していることを認知し、韓国政府としても、可能な対応方向について関連団体との協議を行う等を通じて、適切に解決されるよう努力する。」と明記されたが、遵守されていない。

## 概要
2011年に韓国挺身隊問題対策協議会（挺対協）が、日本軍『慰安婦』問題解決全国行動(通称「水曜デモ」)通算1000回を記念し、ソウル特別市にある在大韓民国日本国大使館前の歩道上に慰安婦像を許可なく設置したのが始まりで、その後、大韓民国はもとより、アメリカ合衆国・カナダ・オーストラリア・中華人民共和国・中華民国・ドイツに、次々と慰安婦像が設置されている。2018年8月現在、韓国内だけでも100体を超える慰安婦像（少女像）が存在し、そのほとんどが公有地に設置されているが、ソウルの日本大使館前のほか、釜山の日本総領事館横にも歩道上に違法に設置されているものがある。日本大使館前や総領事館前に設置されたことから、日韓の外交問題に発展したほか、アメリカのサンフランシスコの像については同市の姉妹都市であった大阪市も抗議し、姉妹都市解消となっている。ソウルの日本大使館前に最初に設置された慰安婦の銅像は正義連の理事であるキム・ウンソンとキム・ソギョンによる座像で、その後同じ型から同じ銅像が大量に製作されているが、全て彼等へ費用が報酬として支払われている。慰安婦像として、少数を占める他の制作者のモノには石像（正義の碑）や立像もある。活動の主旨に共感を得て、そっくりの慰安婦像を設置した際にはキム夫妻は設置者らを訴えているため、活動目的に金銭目的が指摘されている。
日本国政府は外交関係に関するウィーン条約違反にあたるとして、像の日本大使館前からの撤去を韓国政府に要求し、2015年の慰安婦問題日韓合意では、韓国政府が「適切に解決されるよう努力する」としているが、ソウル市議会が像の撤去阻止を目的とする条例を制定した他、撤去に反対する学生グループが像の周辺で座り込みを行うなど、妨害活動が続いている。
慰安婦問題日韓合意以降も、韓国の50の地方自治体が「日本の蛮行を知らせる為」などとして海外の姉妹都市や友好都市に慰安婦像を設置して行く事を発表しており、挺対協（現:正義連）は中国やマレーシア、インドネシアにも同様の碑の設置を計画している。
韓国内で慰安婦運動の宗教化とともに慰安婦よりも慰安婦像に関心重きが置かれるようになっている。『朝鮮日報』は社説で、正義連・関連団体は営利目的で慰安婦像設置運動をおこなっていると批判した。

## 像の呼称
日本政府は2017年2月2日以降、像の呼称・表記として「慰安婦像」を採用する方針を示した。2017年2月2日以前の報道では「慰安婦問題を象徴する少女像」（NHK）や、「少女像」「慰安婦の少女像」（毎日新聞記事中の表記）などと呼称されることもあった。なお、NHKでは、呼称・表記が「慰安婦像」に統一された後も、「慰安婦問題を象徴する少女像」と表記している。韓国に多数設置されたキム・ウンソンとキム・ソギョン制作の慰安婦像は、韓国では「平和の少女像（평화의 소녀상）」と呼ばれているが、設置に反対する韓国右派など一部は、日本と同様に「慰安婦像」と呼ぶ場合もある。朝鮮日報は「慰安婦を象徴する少女像」とも呼んでいる。

## 挺隊協による最初の像設置
2011年3月、韓国挺身隊問題対策協議会が、日本大使館前に慰安婦の記念碑を建てたいと、鍾路区長である金永椶（キム・ヨンジョン、ko:김영종 (1953년)）に面会した際、金永椶は、記念碑なら道路専用許可が必要だが、慰安婦像なら芸術品なので許可対象ではないとし、チマチョゴリ、大使館をみつめる視線、木製の椅子と隣の空席の椅子、など慰安婦像の基本構想を出した（ネット版「毎日経済新聞」2017年1月14日）。この基本構想に基づき同年5月に韓国挺身隊問題対策協議会が金運成に慰安婦像作成を依頼した。

### 制作
像の製作者は日本大使館前の慰安婦像を含め、多くの像は、韓国の彫刻家キム・ウンソン（김운성、金運成）当時49歳（夫）とキム・ソギョン（김서경、金龧炅）当時48歳（妻）の夫婦が製作している。キム・ウンソンとキム・ソギョンの夫妻は中央大学校彫塑科の同期生（1984年入学）で、1989年に結婚してからずっと共同制作してきた。キム・ウンソンは「少女像は数十年間胸の中に隠していた恨みを取り出して、日本の蛮行を責める慰安婦被害者の勇気を尊重するという意味で作った」と語っている。
モデルは、夫婦の娘である。キム・ソギョンは、韓服を着せた13-15歳くらいの女の子が椅子に座っている像にしようと構想し、当時11歳の娘に、慰安婦のおばあさんの話を聞かせた上で、娘にモデルを依頼したところ、娘が快諾したという。夫婦の娘は、数日間、韓服をきて長時間座りモデルの役割を果たした。住民登録上、17歳未満の女性は慰安婦応募の資格がないため、少女の慰安婦は存在しない。慰安婦が少女の姿であるのは、ソギョンのイメージによるものである。

### 商標と著作権騒動
キム・ウンソン（김운성、金運成）当時49歳（夫）とキム・ソギョン（김서경、金龧炅）当時48歳（妻）の夫婦は、挺対協、後身の正義連の理事を務めている。正義連の理事を務めているこの夫婦は、2022年5月時点で100体近い像で30億ウォン（約2億7000万円）以上を売り上げ、商標登録も過去に試みた。尹美香と共に、「慰安婦運動」と「正義」を独占して、自分たちの実利を得てきた。2014年には巨済市に夫妻が制作した新しい形の慰安婦像が建てられ、夫妻は慰安婦問題について「日本は従軍慰安婦問題で謝罪しないだけでなく、事実があったことさえ認めない。史実を隠蔽し、歪曲し続けている」と主張し、「日本政府が心から謝罪し、反省しない限り、いつでもどこでも少女像を作る。違った姿の少女像をいろいろ考えている」と語った。夫婦に支払う製作費の問題から（安価な）他の作家の手による作品も増えつつあるが、2020年にキム夫妻は他の作家に対して「著作権法違反」だとして、他の作家の慰安婦像の廃棄処分を求めている。

### 米軍装甲車轢死事件追悼碑の転用説
ソウルの日本大使館前の像が、2002年に起きた議政府米軍装甲車女子中学生轢死事件で死亡した、2人の女子中学生を悼んで製作されたモニュメントを転用したものとする見方がある。
高山正之は、慰安婦像を在大韓民国アメリカ合衆国大使館の反発を受けて、お蔵入りさせていた轢死事件の像が流用されたものであり、椅子が二つあるのは事件の被害者が二名だったからだと説明している。サンフランシスコ市に設置された慰安婦像のデザインがキム夫妻のデザインと異なるのは、市がこの事実を承知しているからだとも述べている。ただし、この話の根拠は明らかにしていない。
西岡力は、韓国メディアの報道を元にこうした噂を「明確な虚偽」だとし、国際広報戦において有益ではないと批判している。韓国の毎日経済は、少女像のアイディアを出したのは地元の鍾路区長であり、短髪に白いチョゴリと黒いスカート姿、隣の椅子、大使館を見つめる視線といったコンセプトを提案したのもこの区長だと報じている。記事によれば、区長の提案は、慰安婦の碑を芸術作品の形にして法律問題を回避する為だったという。加藤達也も、デザインが異なっており轢死事件の碑と慰安婦像は別物であるとしている。
実際にキム夫妻が轢死事件の被害者の為に制作したモニュメントは、二体の直方体が並ぶ抽象的な形をしており、「少女の夢」という名前以外「平和の少女像（慰安婦像）」と類似性がない。また、慰安婦像が日本大使館前に設置される数か月前に試作段階の写真が水曜デモで公開されているが、椅子に腰かけた少女とその影、肩の小鳥と基本的なコンセプトは共通しているものの、形は現在の物とは若干異なっていた（この時点では「平和の碑」と仮称されていた）。キム・ウンソンは、韓国の左派系新聞であるハンギョレ新聞社発刊の週刊誌『ハンギョレ21』2016年1月11日号で慰安婦像製作過程を詳しく語っているが、米軍装甲車女子中学生轢死事件については全く言及していない。
ワシントン・ポスト紙は、サンフランシスコ市にはパブリックアートはオリジナル作品でなければならないという規定があり、サンフランシスコ市の慰安婦像が新たにデザインされたのはこの為だと報じている。

## 韓国

### ソウル日本国大使館前

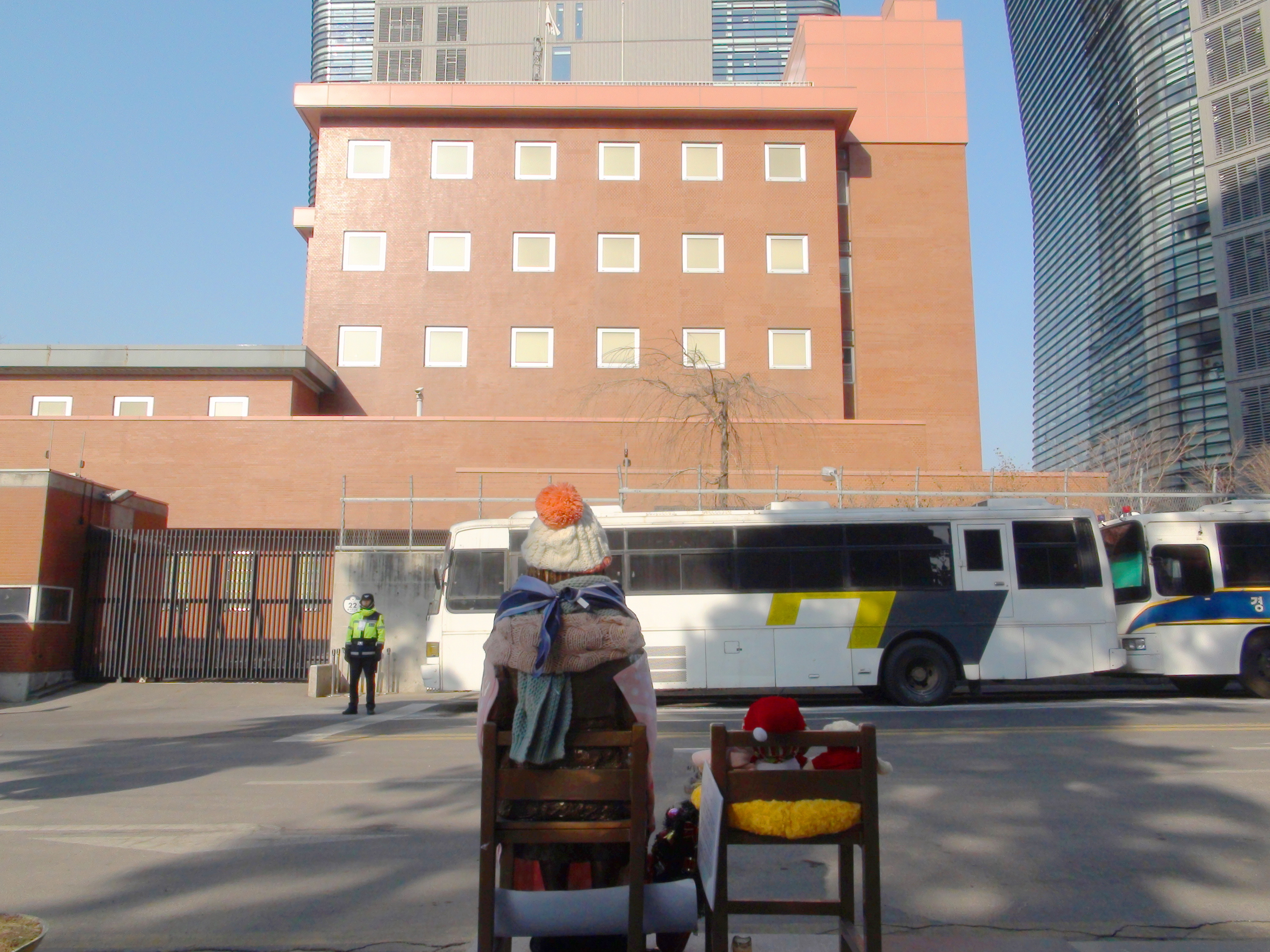
ソウル日本大使館前の慰安婦像（背面）。奥の建物が日本大使館。（2012年1月撮影）

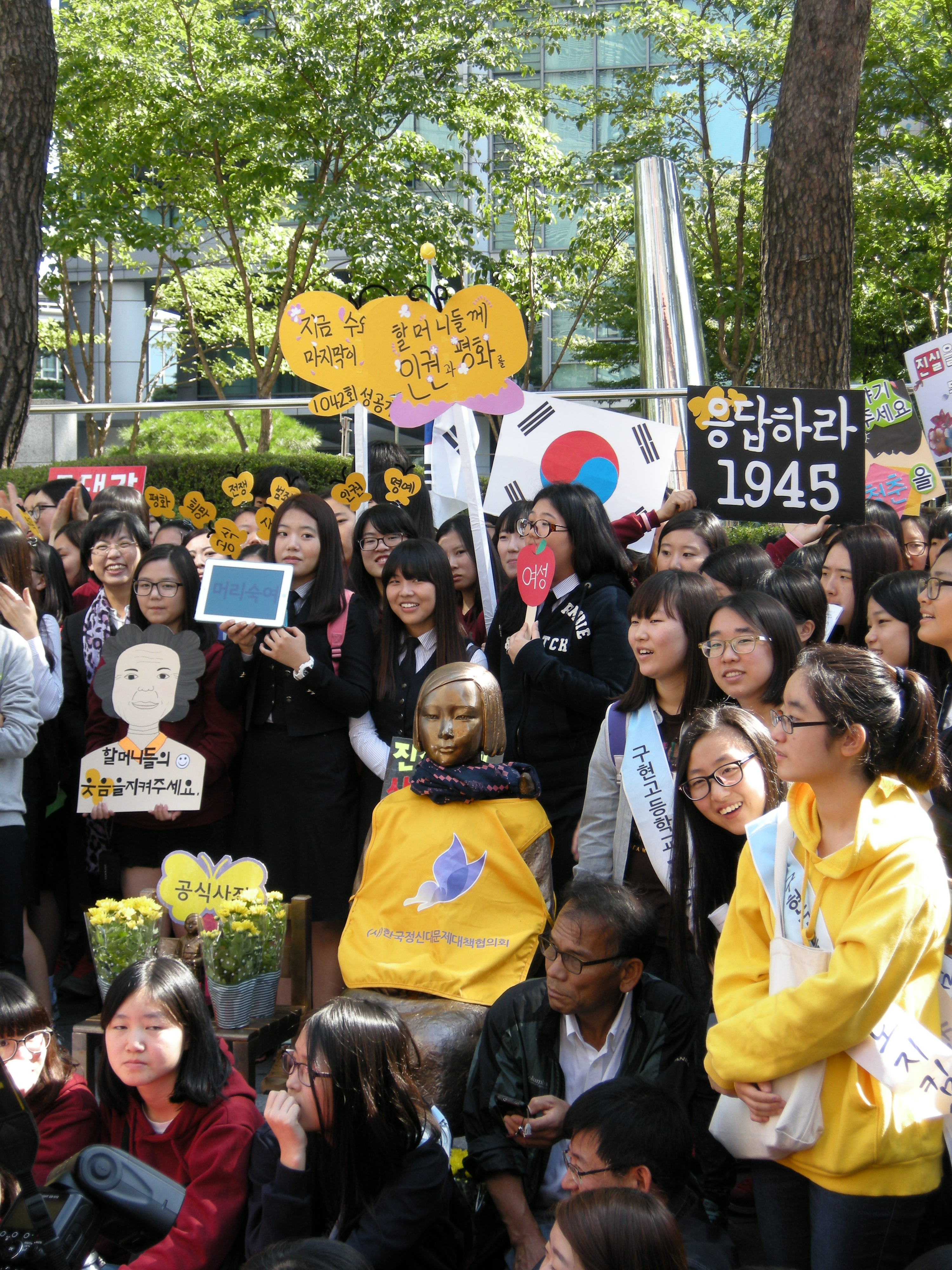
日本大使館前の慰安婦像を囲む水曜デモ参加者

大韓民国ソウル特別市鍾路区の日本国大使館前の像は、2011年12月14日に韓国挺身隊問題対策協議会（挺対協）によって、行政の許可なく歩道上に設置された高さ約130cm、重さ120kgの等身大のブロンズ像。主に韓国側は「平和の少女像」と呼んでいる。
同大使館前では、元慰安婦に対する日本国政府の謝罪と賠償を求める、毎週水曜日のデモ活動（水曜デモ）が1992年から毎週開催されており、その1000回目を記念して設置された。その後、韓国各地だけでなくアメリカなどにも設置されている。
挺対協によれば、現在は「戦時性暴力再発防止と被害者の人権回復」を目的として設立された正義記憶財団がこの像を建立する事業などを行っている。朝日新聞の元ソウル特派員前川惠司は、「芸術の名を借りたプロパガンダ」だとみなした。ボン大学のラインハルト・ツェルナー教授も「像自体は平和的に見えるが、基本的に日本を道徳的に非難する物」であると述べている。韓国の大学教授である朴裕河は、この像が韓国に好意的だった日本人まで、韓国に背を向けさせたと2013年に指摘した。
像の詳細
像はチマチョゴリを着た朝鮮人慰安婦を模したとされ、等身大の少女が木製の椅子に座り、左隣に空席の椅子、その左に碑文が敷設されている。空いている椅子は、正義をいまだ証言していない高齢で死を迎えている生存者を象徴しているとしており、敷設された石碑の碑文名は「평화비」（平和碑）とされ、上から韓国語、英語、日本語で1000回目の水曜デモを記念する碑文が書かれている。
朴裕河は、この像を、慰安婦の多くを占めた成人女性とは異なる少女のイメージを強調していると指摘している:153。
- 碑文は上から韓国語・英語・日本語で基本的に同じ内容が書かれているが、英文は「慰安婦」の部分をComfort Women ではなく Sexual Slavery：性奴隷制、と表現している。

設置以降の状況と日韓両政府の対応
除幕式には元慰安婦とされる女性がこの椅子に座り日本大使館に向かって抗議した。除幕式には日本人参加者数十名を含む約1000人が参加している。設置工事段階で日本国政府は、この像が日本大使館前に設置されていることに遺憾の意を示すと共に、団体が韓国政府の許可を得ずに実施したと見て韓国政府に対し撤去の申し入れを検討していたが、韓国政府は日本側の要望を挺対協に伝達したものの工事を中止させなかった。2013年7月10日には韓国の民族美術家協会ソウル支会が慰安婦像の隣の椅子にその彩色されたオリジナル像を座らせるなど、国民的な支持を得ることに成功している。
2011年12月、内閣総理大臣の野田佳彦が日韓首脳会談の席で碑の撤去を求めたが、韓国大統領の李明博は、日本の謝罪がなければ「第2、第3の像が建立されることになる」と応じ、この要請を拒絶した。2013年4月には、別所浩郎駐大韓民国特命全権大使が、ソウル特別市における討論会で、慰安婦少女像を慰安婦問題解決の障害と述べた。
日本国政府は、その後も一貫して韓国政府に対し像の撤去を要求したが、韓国側は、像は民間が自発的に設置したものであり、日本は撤去を主張する前に、韓国民や納得できる具体的な解決策を示さねばならないとして、撤去に否定的な態度を取っていた。ソウル特別市市長も「民間で設置し、市民の象徴的なものになっており、撤去は難しい」と述べた。
2015年7月21日、日本大使館および領事部は建物の老朽化による建て直しのため、近くのツインツリータワーへ移転した。しかし、鍾路区は大使館側が建築許可の延長申請をしなかったことを理由に、2019年3月に建築許可を取り消したことから大使館の移転が完了しておらず、韓国メディアは設置されたままの像との関連を指摘した。
2015年12月28日の日韓外相会談で、慰安婦問題を最終かつ不可逆的に決着させる合意（慰安婦問題日韓合意）が発表され、ソウル特別市の日本大使館前にある慰安婦像については「可能な対応方向について関連団体との協議を行う等を通じて、適切に解決されるよう努力する。」とされた。しかし、韓国世論の反対が根強く、2016年現在も移転されていない。
2017年9月28日、鍾路区は像を第1号の公共造形物に指定した。これにより、撤去や移転には区委員会の審議が必要になった。区では一方的な撤去・移転ができなくなる法的根拠が整ったとした。
設置から10年となるのを前に、2021年（令和3年）12月13日に官房長官の松野博一は同日の記者会見において、「このまま放置することはできない。日韓合意で韓国政府が解決されるよう努力することを確認しており、国と国の約束を守ることは国家間の関係の基本だ」として韓国政府に引き続き撤去を要求する考えを示した。

#### ウィーン条約違反
2012年6月、日本の参議院でこの像の設置が「外交関係に関するウィーン条約違反である」として質問主意書で質問した佐藤正久に対して、内閣総理大臣の野田佳彦は「外交関係に関するウィーン条約（昭和三十九年条約第十四号）第二十二条２に規定する公館の威厳の侵害等に関わる問題でもある」と答弁した。
- 第二十二条　2　接受国は、侵入又は損壊に対し使節団の公館を保護するため及び公館の安寧の妨害又は公館の威厳の侵害を防止するため適当なすべての措置を執る特別の責務を有する。[64]

韓国では、外国大使館の半径100m以内で「デモ活動を行うこと」を法律で禁じているが、日本大使館前では、記者会見の名目で水曜デモが黙認されている。日本政府関係者は、2011年に像が設置され、韓国側がこれを放置して以降、無法地帯化に拍車がかかったとしている。
2002年の議政府米軍装甲車女子中学生轢死事件では、韓国の市民団体が犠牲者の記念碑を、駐大韓民国アメリカ合衆国大使館近くに設置しようとしたが、韓国政府はこれを許可しなかった。その後、碑はアメリカ大使館から離れた場所に無許可で設置されたが、これも後に行政当局により撤去されており、公道に設置されたままになっている、ソウル特別市の日本大使館前や釜山広域市の日本総領事館前の「慰安婦像との対応の違い」を見せている。

### ソウル市瑞草区
ソウル市瑞草区にある瑞草高校は、2013年に全国で初めて校内に慰安婦像を設置したが、当初制作された銅像が金運成、金曙炅夫妻から「著作権侵害なので設置してはならない」と警告され、600万ウォンかけて作った銅像を廃棄処分したうえで、新たな図案でもう一度銅像を作り直した。キム夫妻は、教育目的ならば芸術家の権利が無視されてもいいのかとし、学校側が事前に同意を求めて制作するなら問題ないが、そうではなかったと一部マスコミが主張する自身への批判に対して反論した

### ソウル城北区
2015年10月28日、城北（ソンブク）区の漢城大入口駅近くの公園に、韓国と中国共同制作の慰安婦像が中韓両国の民間団体により設置除幕された。左の一体は韓国のキム・ウンソン、キム・ソギョンが制作、右の一体は中国の清華大学の芸術大教授が制作した。2体が並ぶ慰安婦像は初めてで、中国系米国人で映画プロデューサーの史詠が共同設置を提案。アメリカカリフォルニア州グレンデール市の慰安婦像を見たことがきっかけになっている。韓国の1体はこれまでと同じ椅子に座った像で、中国の1体も同様に椅子に座った慰安婦像で髪はお下げになっている。それぞれ韓国と中国の伝統衣装を身につけている。当初、釜山に設置する予定であったが、用地選定が難航しソウルになった。これらの対の両像は今後、上海にも建立されていく予定である。

### ソウル南山
2019年8月14日、日本軍慰安婦被害者をたたえる日に合わせ、3体の像が設置され除幕式が行われた。韓国人・中国人・フィリピン人の人の少女が背中合わせに手を繋いで立ち、近くで老婆の像が見つめるもので、2017年にサンフランシスコで設置されたものと同じものであるとしている（後述）。

### ソウル市銅雀区
ソウル市銅雀区の黒石駅駅前に設置してある慰安婦に、2020年5月20日、20代の男が石で像の2か所に傷つけて警察に身柄を拘束される事件が発生した。

### 京畿道高陽市
2013年2月28日、京畿道高陽市舟橋洞（チュギョドン）の高陽市役所3階の廊下に「高陽市役所ギャラリー600」ができた時、ソウルの日本大使館前と同じ慰安婦像が設置された。作者は市民団体の要請で日本軍慰安所が設置されていたシンガポールに慰安婦像を建てようと制作したが、2013年1月末、シンガポール政府に設置を拒否されたため、いくつかの展示会で展示されたのち「高陽市役所ギャラリー600」に一時設置された。その後2013年5月、湖水（ホス）公園内に建てられた「高陽市600年館」へ移された。

### 京畿道城南市
ソウル特別市近郊の京畿道 城南市の市庁広場に、ソウルの日本大使館前の慰安婦像と同じものが設置され、2014年4月15日午前除幕式を行った。韓国で4番目の慰安婦像となった。主な出席者は、慰安婦問題の解決を主張する韓国挺身隊問題対策協議会と慰安婦強制動員の被害者であるとされる金福童（キム・ボクドン）、愛国心の高揚のための政策を主に行っている大韓民国国家報勲処職員、女性団体、一般市民ら約200人。慰安婦像の横には元慰安婦の慰霊碑も設置された。市は慰安婦像の設置が、日本による人権侵害と歴史の歪曲に対し内外の関心を高め、日本の歴史観を正すのに役立つことを期待しているとしている。

### 京畿道水原市
2014年5月3日、ソウル郊外の京畿道 水原市 勧善区勧善洞の水原オリンピック公園で、ソウルの日本大使館前の慰安婦像と同じ所謂慰安婦像が設置され除幕式が行われた。除幕式には韓国挺身隊問題対策協議会常任代表の尹美香や水原市長の廉泰英と共にノーベル賞候補と噂される詩人の高銀が参列し詩を献じた。
上記とは別に、京畿道議会庁舎前に慰安婦像が設置され、2018年12月14日に除幕式が行われた。

### 京畿道楊州市
京畿道楊州市に、「楊州平和の少女像建立推進委員会」が「少女像」を設置することを発表し、2018年8月14日に除幕式が行われた。全羅南道長城郡と同様に元慰安婦をたたえる法定記念日に合わせ設置するものとしている。

### 京畿道坡州市
京畿道坡州市にある臨津閣の自由の橋の入り口に慰安婦像が設置され、2019年4月27日に除幕式が行われた。2体設置されたが、その内の1体は今後北朝鮮に移設される予定である

### 仁川広域市
2016年10月29日、冨平公園に設置。除幕式には共に民主党のソン・ヨンギル議員、ホン・ミヨン富平区庁長など400人が参加した。

#### 像の製作者と詳細
彫刻家のキム・チャンギが自分の一人娘をモデルに制作。
主体的な姿を表現するため、拳を握り堂々と顔を上げた姿に作られている。立像で、像の高さは153センチ。

### 江原道江陵市
2015年8月5日、市民団体が3・1運動万歳記念公園に、慰安婦像を設置した。なお、公園近くには平昌オリンピック・平昌パラリンピック会場がある。

### 江原道春川市
2019年2月27日、三・一運動から100年になるのを前に、江原道春川市の春川女子高校に、慰安婦像を設置し、除幕式が行われた。像は2018年9月より同校の生徒らが設置を主導しており、投票結果から像の設置に向け募金を行っていた。像が同道の学校内に設置されたのは初めてとされている。

### 江原道太白市
江原道太白市にある太白文化芸術会館に、「太白平和の少女像記念事業会」が2020年3月1日（新型コロナウイルスの影響により、5月23日に延期）に慰安婦像を設置し、除幕式が予定されていたが、地元の彫刻家が制作した銅像に、キム・ウンソンとキム・ソギョンが著作権違反と撤去を要求し、公開できずに布で覆われたままの状態になっている。現在、制作者は「法的対応を準備中」としている。

### 江原道平昌郡
2020年7月、江原道平昌の私立植物園「韓国自生植物園」が、「永遠の贖罪」と題し、慰安婦像前で謝罪する内閣総理大臣の安倍晋三の像を設置していたことが判明した。像は、園長が私財を投じて、2018年に作成された。
日本では官房長官の菅義偉が、「国際儀礼上許されない行為であり、仮に報道が事実である場合、日韓関係に決定的な影響をあたえる」とコメントした。韓国内でもインターネット上で賛否両論がある。
園長は当初、韓国メディアの取材に対して、銅像のモデルは安倍であると発言していたが、問題が大きくなると、誰かを特定したものではないと否定。当初予定されていた除幕式は中止された。

### 忠清北道忠州市
忠清北道忠州市内の城内洞に、「忠州平和の少女像建立推進委員会」が「少女像」を設置することを発表し、2019年3月1日に三・一運動から100年になったのに合わせ除幕式が行われタ。当初は漆琴洞の世界武術公園を予定していたものの、文化財現状変更許可が必要であり手続きが困難であったことから城内洞に変更したとしている。

### 忠清南道舒川郡
2017年1月17日、旧日本軍の慰安婦被害者を象徴する少女像の設置を目指す市民団体「舒川平和の少女像建立推進委員会」が、舒川軍から郡内の総合施設「春の村」への像の設置を許可され、除幕式を行った。

### 全羅北道群山市
2015年8月12日、日本の植民地支配解放70年を期に、韓国内に唯一残る日本式寺院の東国寺境内に韓国内11番目の慰安婦像が建立された。この慰安婦像の設置には、青森県の雲祥寺住職の一戸彰晃が代表を務める市民団体が募金活動を主導し、100万円を寄付した。

### 全羅南道長城郡
全羅南道長城郡に、設置推進委員会が「少女像」を設置することを発表し、2018年8月14日に除幕式が行われた。韓国国会は同日を元慰安婦をたたえる法定記念日と規定しており、それに合わせ設置するものとしている。設置場所については長城郡が無償で提供するとし、公共造形物に指定するとしている。

### 釜山広域市における日本国総領事館前
2016年12月28日、釜山広域市の在釜山大韓民国日本国総領事館前の歩道に、大学生や市民団体が、歩道を管理する釜山広域市東区の許可を得ずに、「少女像」設置を強行した。この像は196の団体の寄付および市民5143人の募金により、日本円換算で計850万円で建てられた。区当局は、道路交通法違反として、その4時間後に像を撤去し役所に運び込んだ。その際、抵抗していた市民団体のメンバーら13人が公務執行妨害の疑いで、警察に連行された。当初の設置予定は8月15日だった。
翌日12月29日、東区に抗議の電話が殺到して業務ができなくなり、ウェブサイトも接続者が急増して、サーバがダウンしたため、12月30日、釜山広域市東区は一転設置を認めた。市民団体（未来世代が建てる平和の少女像推進委員会）はすぐさま同じ場所に設置、翌12月31日に除幕式を行った。この左脇の碑文には、慰安婦問題日韓合意を破棄する旨が書かれている。
釜山の日本国領事館前に新たに立てられた像に対し、日本のメディアが左右を問わず批判的報道をした。また、 在日本大韓民国民団（民団）団長呉公太は、「慰安婦問題を政治利用してはならない」として「撤去すべきというのが在日同胞の共通した切実な思いだ」と述べている。一方で日本平和委員会は慰安婦像を訪問し、「日本政府は慰安婦問題について被害者に謝罪と賠償を行い、歴史の真実を子どもたちに伝えていくべきだ」と日本批判を行っている。
釜山広域市長の徐秉洙は、西日本新聞のインタビューに対して、同市の日本総領事館前の歩道に旧日本軍の従軍慰安婦問題を象徴する少女像を市民団体が設置している事について「道路法に違反し、適切ではない」と否定的な考えを明らかにした。また、「韓国人が解決しなければならない問題と認識しており、日本からの批判が強まることを望んでいないのが本音だ」と述べている。しかし、管轄自治体の釜山市東区の朴三碩は道路法違反などを理由に設置を認めなかったことから、抗議が殺到して業務ができない事態となり、市民への謝罪と共に「市民団体が設置するのを妨げない」と設置を認める方針を示した。
その後、釜山市議会は2019年9月6日に像設置を合法とする条例改正案を可決した。設置に当たって、市民団体に道路占有料（年間約7万円）の支払いを求めたが、2020年6月には道路占有料を全額免除する規定を新設する条例改正案を可決した。2020年8月4日、市民団体が申請していた道路占用許可を釜山市東区が承認し、設置が事実上合法化した。総領事の丸山浩平は東区庁に対して、ウィーン条約に反するとして抗議し許可の取り消しを求めたが、東区庁は「適法な手続きによる承認」を理由に日本側の要求を拒否した。

#### 日本側の対抗措置
本件について、官房長官の菅義偉は2017年に記者会見で「このような措置は極めて残念である、韓国国家として約束したことは履行してほしい。そういう強い思いだ」と述べた。
2017年（平成29年）1月6日、菅は日本国政府における当面の対抗措置として、以下の4項目を発表した。
1. 在大韓民国日本国大使館・長嶺安政特命全権大使と在釜山日本国総領事館領事・森本康敬の一時帰国
2. 日韓通貨スワップ協定の取り決め協議の中断
3. 日韓ハイレベル経済協議の延期
4. 在釜山日本国総領事館職員による釜山広域市関連行事への参加見合わせ

### 慶尚南道巨済市
韓国南部の慶尚南道巨済市で、韓国で3番目の慰安婦を象徴する慰安婦像が建てられ、2014年1月17日除幕式が行われた。「巨済市日本軍慰安婦被害者追慕（追悼）碑建立推進委員会」という市民団体などが募金活動をし、1月13日に巨済文化芸術会館前の公園に設置した。この慰安婦像は、ソウルの日本大使館前の像と同じ製作者が作ったもので、同じ少女像であるが「戦争犯罪である慰安婦問題を謝罪するどころか認めることさえせず、歴史の歪曲（わいきょく）と隠蔽（いんぺい）を続ける日本政府の態度をこれ以上座視できない」との意志を表現するため立像となっている。
除幕式には、元慰安婦の支援団体と、生存する元慰安婦とされるで女性の中で最高齢のキム・ボクドゥク（このとき97歳）・金福童（キム・ボクドン）・吉元玉（キル・ウォンオク）、地元の学生ら200人余りが出席した。キム・ボクドゥクは涙を流しながら「旧日本軍に慰安婦にさせられ、強制連行され苦痛を味わった」「（慰安婦だったときのことは）死んでしまいたいほどつらい記憶だ」「皆がこの銅像を見て、私たちのことを覚えていてくれればいいと思う」などと語った。

### 慶尚南道南海郡
南海郡の慰安婦像には、ソウルの「慰安婦像」とは異なり実在のモデルが存在する。2012年に90歳で元慰安婦として名乗り出たパク・スギをモデルに作られ、2015年に南海女性能力開発センターの前に設置された。郡はその一帯をモデルの名を取りスギ公園と名付けた。パクによれば、彼女は慶尚南道南海郡古県面のクァンダン村に生まれ、16歳の時に古県面の海岸で潮干狩りしていたところを従妹と共に日本軍によって名古屋に連行され、その後満州や上海の慰安所に送られた。共に連行された従妹は日本軍によって射殺されたという。

#### 像の制作者と詳細
像の製作者は、ソウルの「慰安婦像」と同じく、キム・ウンソン、ソギョン夫妻。銅像の少女は韓服を着て、傍らに潮干狩りの道具が置かれている。

### 慶尚南道 統営市 南望山彫刻公園
2013年4月6日、慶尚南道 統営市の南望山彫刻公園に慰安婦の碑が建てられ、「正義の碑」と名づけられた。統営市は旧日本軍の慰安婦になった数が最も多いとされる場所 。

### 慶尚南道 晋州市
2017年3月1日、慶尚南道 晋州市の晋州市教育支援庁の前庭に平和を愛する心と、日本政府から必ず謝罪してもらうという教育的な意味を込めて慰安婦像を建設。（製作者は晋州出身の彫刻家イ・ミョンリム）

### 忠清道大田広域市
2022年8月15日の光復節に、忠清道大田広域市儒城区の忠南大学校に像が設置された。韓国の国立大学において慰安婦像が設置されるのは初めて。

## 韓国内における設置反対

### ソウル市城北区
国民大学校では、国民大平和の少女像建立推進委員会が中心となり、学生から募金を集い銅像を制作し、校内に設置する計画だったところ、大学当局より「政治的争点に発展し、反対する学生もいる」という理由で設置を許可しなかった。

### ソウル市麻浦区
弘益大学校の正門前に共に民主党所属の地方議員らが慰安婦像を設置しようとしたところ、大学当局は麻浦区に対し「大学の正門に特定国の国民が拒否感を抱いている造形物を設置するのは大学の国際化努力に反する」として反対を表明。周辺の商店主らも「慰安婦と何の関係もない場所に立てることに何の意味があるのか分からない」「繁華街のど真ん中にそぐわない」として設置に反対している。「日本との交流に支障が出る」として付近への設置を反対・拒否されている。結局、当地への設置は諦め、麻浦中央図書館前に設置されることになった。

### 大邱市中区
大邱市の繁華街、東城路にある大邱百貨店前に設置しようとしたところ、管轄する中区庁は、東城路に造形物を設置するのは道路法違反であると設置に難色を示した。周辺の商店主らが営業妨害になるなどを理由に強く反発している。そのため、区と設置団体で複数回協議した結果、最終的に付近の公園に設置することで合意に至った。

### 慶尚南道昌原市
昌原市は2015年8月、従軍慰安婦昌原地域追悼モニュメント建設推進委員会による午東洞文化広場造成予定地への慰安婦像の設置を認可したが、飲食店による設置反対運動が起こり、風俗店も多いことで不適切との判断を受けて行政府は許可の決定を覆した。

### 慰安婦像「撤去」チャレンジ
「慰安婦法廃止国民行動」の代表キム・ビョンホンは、慰安婦像に「撤去」という文字を記したマスクやサングラスなどをかぶせて写真を撮り、SNSに載せる「慰安婦像撤去チャレンジ」を行っている。キム・ビョンホンは、「この慰安婦問題は国際詐欺である。慰安婦たちは日本軍に強制的に連行されたという嘘をついている」と主張している。

## 中国

### 南京
2015年12月1日、南京市に「南京利済巷慰安所旧址陳列館」が開館。広場には慰安婦3人の像が鎮座している。

### 香港（撤去）

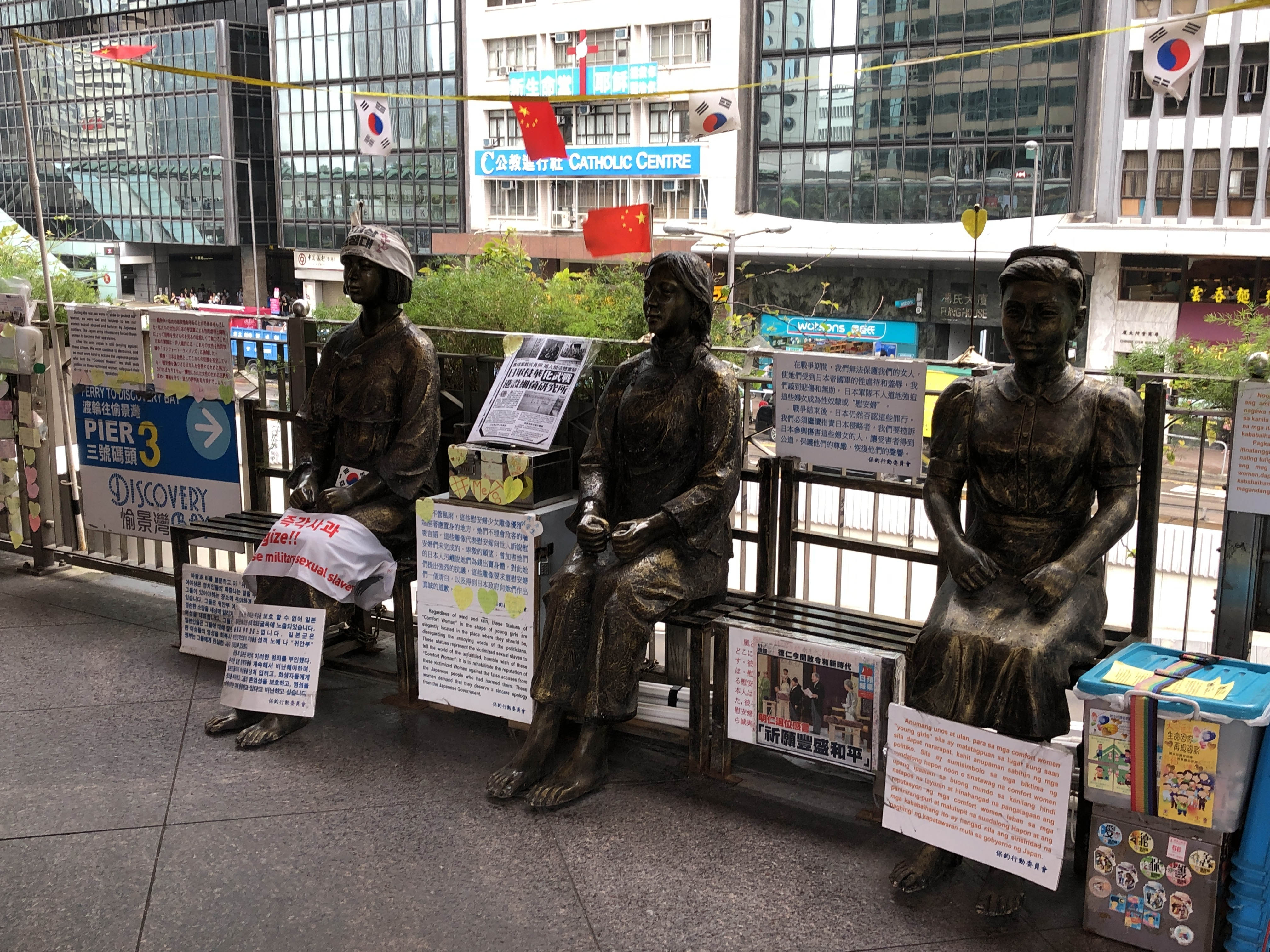
香港の歩道橋に設置されていた慰安婦像。

2017年7月より、香港の反日団体「保釣行動委員会」などが、下記のとおり慰安婦像を設置。当時、在香港日本国総領事館はウィーン条約違反として香港政府に撤去を申し入れたが、撤去の予定はないとしていた。像はいずれも、ソウルの日本大使館前の物とは別物。
- 2017年7月7日：盧溝橋事件から80年になったのを合わせ、在香港日本国総領事館が入居する中環にあるビル・交易廣場の近くの歩道橋に、韓国人と中国人の2体の慰安婦像を設置した。像は中国本土で制作され、香港に持ち込まれたとみられている[129][130]。
- 2017年9月3日：繁華街の銅鑼湾のそごう近くの道路に、2体の慰安婦像を設置し、常設ではなく当面は歩行者天国となる週末などに設置するとした。警察当局に事情を聴かれたが、撤去の指示はなかったとしている[131]。
- 2017年12月13日：南京事件から80年になったのを合わせ、在香港日本国総領事館が入居する中環にあるビル・交易廣場の近くの歩道橋に、新たにフィリピン人の慰安婦像1体を設置した。像はフィリピンの団体の提案を受け製作したとしている[132]。

その後、団体は2021年7月末をもって、歩道橋にあった3体の像を撤去した。この理由について、関係者は「設置にあたって申請がなく、警察から撤去を求められたため」と説明した。

## 台湾

### 台南市
2018年8月14日、台南市に「台南市慰安婦人権平等促進協会」が、林百貨（旧：ハヤシ百貨店）の向かいにある野党・中国国民党（国民党）台南市党部の敷地内にて慰安婦像を設置し、除幕式が行われた。除幕式には元総統の馬英九も出席し、日本政府に対し改めて正式に謝罪と賠償をするよう要求した。また、像の後ろには中国語、英語、日本語、韓国語で慰安婦を説明する看板も設置されている。
同年8月15日、官房長官の菅義偉は「わが国政府の立場やこれまでの取り組みと相いれない極めて残念なことだ」と述べ、日本台湾交流協会に申し入れた。交流協会も、像の設置は「大変残念」とする声明を発表し、交流協会台北事務所代表の沼田幹男が馬英九と国民党主席の呉敦義に対し、像や碑文について「適切な対応」を要求した。呉は「日本政府は過去の歴史を正視すべきだ」として像の撤去を拒否し、馬も日本に対し謝罪と賠償を要求した。
台湾外交部の報道官は中央社の取材に対し、政府は慰安婦像設置に全く関与していないと述べている。台南市当局と与党・民主進歩党台南支部は、像の設置は国民党の政治的思惑によるものと批判している。
2018年9月6日、日本の保守系団体「慰安婦の真実国民運動」は国民党台南市党部を訪れ、慰安婦像の即時撤去を要求する文書を党部主任委員の謝龍介に手渡した。同日、同団体幹事の藤井実彦が慰安婦像を蹴るような動作をしていた様子が監視カメラに撮影されていたことが9月9日に判明し、9月10日には日本台湾交流協会台北事務所前で謝龍介ら国民党所属の台南市議を含む約100人ほどの抗議集会が開かれた。
この像が設置されて以降、毎年8月14日は「814国際慰安婦記念日」として、国民党台南市党部の敷地内で馬英九らによる追悼式が開かれている。
2024年9月18日、像は撤去された。団体によると像は一旦倉庫に保管され、台南市内の公園に移転することを計画していると述べた。

## アメリカ合衆国
アメリカでは、韓国系が中心となり各地で慰安婦の碑や慰安婦像の設置運動が展開されている。2017年9月、韓国大統領の文在寅は、アメリカ在留の日本人などが反発する中、アメリカ各地で慰安婦像の設置が相次いでいることに触れたと見られる話の中で、在外韓国人の活動が「慰安婦問題を知らしめ、被害者を顕彰する世論をつくった」と述べた。

### カリフォルニア州 グレンデール市
慰安婦問題は米国化した。「日韓の歴史問題が飛び火」という発想は捨てよう。米国でローカルな視点で取材してみて、そう思った。

　韓国系は慰安婦問題を現代の人権問題や戦時下の性暴力と結びつけることで、米社会で政治基盤を広げつつある。対日批判より、史実の継承や被害者の名誉回復を優先。他のコミュニティーと成果を共有し、米社会での社会的地位を上げる政策課題の一つとなっている。同じやり方で成功したのは、第二次世界大戦中に強制収容された補償を米政府から勝ち取った日系アメリカ人だ。
「人種差別が原因」と米政府に謝罪させたことで、公民権運動のリーダー的存在になれた。１世は次世代から感謝され、日系社会の団結につながった。—米グレンデール・堀山明子、「日本政府が圧力をかけてくれたおかげで、戦いが格上げされた」…米国の慰安婦像設置訴訟、「歴史」から「表現の自由」論争に、毎日新聞 2015年4月21日
2011年12月14日に韓国ソウルの日本大使館前に慰安婦像が設置された後、2013年7月30日、これと同じ朝鮮人慰安婦像がアメリカのカリフォルニア州 ロサンゼルス郡 グレンデール市に設置された。ソウルの日本大使館前の像が路上に設置されたのに対し、こちらではグレンデール市中央図書館に隣接する市有地の公園に市の許可を得て設置されている。
設置費用は韓国系米国人の市民団体が費用を負担し設置したもので、像の台座の左に像の説明と長文の碑文が埋め込まれている点が韓国の像と異なっている。碑文には、第2次世界大戦中、日本を含む日本の占領地から慰安婦として強制的に性奴隷状態にされたとして、このような人権侵害が繰り返されないことを願っているとしている。しかし、碑文中の「日本軍によって強制的に性奴隷状態にされた」や「20万人」の数字には証拠がないことや、アメリカ人の日本軍慰安婦はいないにもかかわらずアメリカの各地に韓国系アメリカ人が慰安婦の碑を設置していることから、日本では韓国系団体が日本を貶めるために設置しているとしており、アメリカ各地で日系米国人を中心に慰安婦の碑の撤去運動が起きている。

#### 設置の経緯
2013年6月、カリフォルニア州グレンデール市で、アメリカで最大の慰安婦の碑設置が計画されていると、グレンデールニュースプレスが2013年6月26日に報じた。記事では、戦時中に日本軍によって数十万(hundreds of thousands)の朝鮮人女性が性奴隷にされたとして、また、近年アメリカや韓国で慰安婦の碑設置が推進されているのに対して、日本のナショナリストグループが、朝鮮人、中国人女性らを戦時中に日本軍が性奴隷として拉致したことを否認し、妨害しようとしていると報道された。推進団体で、設置費用として30000ドルを支払った韓国グレンデール婦人協会(Korea-Glendale Sister City Association、コリアグレンデールシティアソシエーション)のチャン・リー(Chang Lee)は「慰安婦の碑は日本と韓国の問題ではない。これは人道に対する罪なので、わたしたちは二度とこのような過ちを繰り返してはならないのです」と語り、日本政府はいまだ朝鮮人女性を娼婦として強制させたことを認めないし、2007年の米国下院決議が通過しても、日本政府は公式に謝罪しなかったと語った。チャン・リーはグレンデール市の碑はアメリカで最大のものとなるとした。グレンデール市の人口は約20万で、韓国系住民はその5%の1万人程度である。
グレンデール市長のフランク・クィンテーロ(Frank Quintero)は2013年4月14日に訪韓し、戦争と女性の人権博物館やソウル市日本大使館前の慰安婦像を訪れ元慰安婦と名乗る人物と面会した。そして「日本は民主主義国家を自称しているにもかかわらず、すべての人々が認めることを否認するのは理解できない」「日本は民主主義国家になった。ドイツも同じだ。だが、ドイツは全てを認めた」「日本もこの問題を認めて過去を清算しなければならない。自由を愛するという日本の政党が隠すのを理解できない」と語った。また、クィンテーロ市長は「この問題は古代ではなく現代に起きたことだ。文書証拠もあり証言もあるのにこれを否定してはならない。正しい社会ならこの問題について真実を認め直そうとする努力をしなければならない。私は日本政府が問題を認める時まで知らせる仕事を止めない」と宣言した。また日本では、日本軍慰安婦について教科書にも掲載されず、教育もされていないと日本の教育制度を批判し、グレンデール市でも「平和碑（慰安婦像）」を中央公園に設置すると述べた。
同市の日系住民によって「True Japan Network」が結成されて反対運動が行われたが、メンバーは10数人で活動資金も「手弁当」という規模であった。その一方で、シアトル在住の日本人活動家の小山エミなどによって「脱植民地化を目指す日米ネットワーク」が設立され、碑の設置に反対する運動を「ultra-right wing historical revisionist mobilization」として対抗をしている。
また、グレンデール市に慰安婦像の設置に反対するメールボムが大量に送られたが効果はなかった。韓国の中央日報によれば、慰安婦像に関する公聴会では日本人は興奮気味に慰安婦を侮辱したが、韓国人は冷静に「少女像は日本を処罰しようというのではなく、真の平和と和解を成し遂げようという一つの約束」と説いたという。
2013年7月9日、ソウルの慰安婦像（平和の碑）と同じものを、市内の公園に設置することが、市議会により決定された。像は韓国で制作され、費用の3万ドル（300万円）は韓国系の団体が負担。多くの日系人の反対を押し切り決定された。
2013年7月10日のロサンゼルス・タイムズ記事（ジャック・ドラン、ジュン・ユン・チョイ記者)によれば、グレンデール市は碑の設置を「市内の韓国系住民への静かな善意」として許可したのであり、碑は慰安婦像の隣に椅子があり、戦時中に8万人から20万人の慰安婦（ほとんどは韓国人女性）が日本軍慰安所に連行され、一日あたり50人の日本兵相手の性労働を強制されたということを記念している。また同記事では、元慰安婦と名乗る姜日出（Kang Il-chuk）の「死ぬまで日本政府と戦う」というインタビューや、「すでにアメリカや国連で受け入れられた慰安婦の物語に対する日本側のバックラッシュは、日本民族の過去の悪行について語られることは外国の力への降伏を意味するという保守的なセンスによるものであり、日本人が外国での慰安婦の物語を非難するのは愛国心を傷つけられるためだ」というUCLA教授ウィリアム・マロッティのコメントが掲載された。
同7月10日の公聴会では日系住民から抗議や批判があったが、フランク・クィンテーロ市議員が「14歳の少女が日本軍に奉仕するために、はたして『自発的に』故郷を離れるものだろうか」と答弁し、市議会は賛成4、反対1で慰安婦像設置を正式に決めた。
クィンテーロの次に同市の市長になったデイヴ・ウィーヴァー（2014年1月時点）は、慰安婦像設置には当初から反対していた人物であり「グレンデールは小さな市であり、国際問題に巻き込まれるようなことはすべきではない」と語り、また「当市には日本人はほとんどおらず、韓国人は1万2千人以上居住しております。誰が勢力を持つかおわかりですよね？」と語った。
2013年7月30日、ソウルの日本大使館前の椅子に座った慰安婦像と同じものが、グレンデール市中央図書館に隣接する市有地の公園に設置される。
2013年12月から、同市に設置された慰安婦像の撤去を要求するホワイトハウス宛ての請願が行われ、10万人を超える賛同の署名が集まった。日本国籍者による署名が多かったとも言われるが、正確な内訳は明らかではない。ホワイトハウスの報道担当のCaitlin Haydenはこのような問題は地方政府が判断すべき事柄だと述べた。
2014年1月には、杉並区の区議・松浦芳子を代表とする日本の地方議員団がグレンデール市を訪れ、同市長に対し「日本軍が強制的に女性を拉致し慰安婦とした事実はない」「虚偽のプロパガンダのために大きな混乱が生じている」「事実ではない「性奴隷」という言葉を碑に刻み、慰安婦像として残すことは、将来に禍根を残す」といった内容の抗議文を提出した。
2014年2月25日に開かれたグレンデール市議会の公聴会で慰安婦像への支持や提訴（後述）への批判が出たことに対し、ウィーヴァー市長は、慰安婦像が残る見通しを述べ、設置を容認する姿勢を示した。
2014年4月22日、米下院議員アダム・シフ（民主党、カリフォルニア州）が慰安婦像を訪問し、「何十万人もの女性が戦時中に性奴隷とされた事実を、日本の中には軽視してきた人々がいる。慰安婦の生存者は何十年も恥や怒りとともに生きてきた」と日本側の対応を批判した。また、日系人による訴訟（後述）についても「慰安婦像の撤去を求める訴訟も起きているが、提訴した人たちの意見は日系社会の少数意見」と述べた。
慰安婦像の碑文 ＊日本で虚偽だとされている部分：sex slave（性奴隷）、snatched from her home（自宅から強引に連れ去られる）、more than 200,000（20万人以上）、coerced into sexual slavery（強制的に性奴隷状態にされた）、crimes（犯罪）
翻訳

#### 日本国政府の対応
グレンデール市で慰安婦の碑の設置が許可されたことを受けて、日本政府は2013年7月21日ロサンゼルス・タイムズ紙にLA駐在日本総領事新美潤が「日本は第二次世界大戦の残虐行為について認めようとせず謝罪も補償もしていない」とする主張は事実誤認であるとして、日本の戦争責任や慰安婦問題についてのこれまでの賠償と謝罪についてドイツの戦後賠償と比較しながら説明した。2013年7月24日、韓国のニューシスは新見領事による論説を「詭弁」と批判した。同7月24日日本の外務省佐藤地報道官は、日本がこれまでアジア女性基金など「最大限の努力」を行ってきたとし「碑の設置を通じて批判される理由はない」と述べた。また、2013年7月26日には官房長官の菅義偉は「日本の慰安婦問題に関する考え方が、現地で正しく理解されていない」「日本政府としては筆舌に尽くしがたい思いをされた方々を思い、心を痛めている」と述べた。

#### 慰安婦像撤去訴訟
2014年2月20日、グレンデール市の日系人住民らが、慰安婦像の撤去を求める訴訟をカリフォルニア州の連邦地方裁判所に起こした。原告は、グレンデール市在住の日系人住民とロサンゼルス周辺の日本人居住者により組織されたNPO法人「歴史の真実を求める世界連合会 (GAHT)」のメンバー。原告側は、グレンデール市は韓国側の主張のみに依拠して像を設置した、像の設置は連邦政府のみが持つ外交権限を侵害するもので、合衆国憲法に違反する、像の碑文にある「日本軍が強制連行」「性奴隷にした20万人」などの文言は市議会で承認されてもいない、と主張した。被告（グレンデール市）側は、提訴は「表現の自由への挑戦」とする書面を提出した。
4月28日、原告側代理人を務めていたアメリカ人弁護士が辞任。慰安婦問題に関する韓国側の主張に反対していると見られることで顧客離れが起こることを弁護士事務所の上層部が懸念したためとされる。
5月15日、世界抗日戦争史実維護連合会（抗日連合会）は、提訴は不当であるとして、河野談話を引用した意見陳述書を提出した。原告側は、訴訟の本質とは無関係であるとして、同意見陳述書の排除を求め、原告側代理人が辞任した背景に抗日連合会の影響があるとの見方を示した。
8月4日、カリフォルニア州の連邦地方裁判所は、「提訴には十分な主張が無い」「原告が感じているとする痛みと、市が連邦政府の権限を侵していることの関連性が薄い」として原告側の提訴を棄却した。像の設置が憲法違反に当たるとの原告側主張については、像の碑文がアメリカ合衆国下院121号決議と同内容であることなどを理由として、憲法違反には当たらないとの判断を示した。
2016年8月4日、カリフォルニア州の連邦高等裁判所は原告側の控訴を棄却。原告側は2017年1月に連邦最高裁判所へ上訴し、日本政府も上訴を認めるべきとの見解を表明した意見書を連邦最高裁判所へ提出したが、連邦最高裁判所は同年3月27日に上訴を却下し、原告側の敗訴が確定した。

### ミシガン州 デトロイト市
2014年08月16日、ミシガン州 デトロイト市近郊のビジネス地区サウスフィールドの韓国人文化会館前庭に慰安婦像が設置された。アメリカで2ヵ所目の慰安婦像で、先に韓国の日本大使館前とアメリカのカリフォルニア州 グレンデール市に設置されたものと同じものである。
韓国系の住民が、日本軍の性奴隷として強制動員された慰安婦の歴史をアメリカ社会に知らしめるとして、公立図書館の敷地内に慰安婦像の設置を計画。ミシガン慰安婦少女像建設委員会は図書館長の支持も得たが、日本の自動車部品会社デンソーなど現地に進出している日系企業や日本総領事館が地域社会の対立を招きかねないとして図書館側を説得。図書館側はここには相応しくないとしたため韓国人文化会館の前に変更された。この像の設置計画は2011年から始まったが、基金の募金や設置場所の確保などが難航し、約2年半の準備期間を経て完成した。慰安婦像の建設委員会は将来的に流動人口が多い場所に像を移すことも考えているという。

### ジョージア州 ブルックヘブン市
2017年6月30日、ジョージア州 ブルックヘブン市でソウルの日本大使館前と同じ型の慰安婦像の除幕式が行われた。市内の公園に設置されカリフォルニア州 グレンデール市に続き二例目の公有地への設置となった。

### カリフォルニア州 サンフランシスコ市
2015年9月22日、アメリカのカリフォルニア州サンフランシスコ市で同市議のエリック・マーを中心とした中国系市民団体の慰安婦の記念碑や像を設置するよう求める決議案を全会一致で採択した。 2017年9月22日、「慰安婦正義連盟」により、市内のセント・メリーズ公園に像が設置され除幕式が行われた。この像は韓国人・中国人・フィリピン人の少女が背中合わせに手を繋いで立ち、近くで老婆の像が見つめるというもの。除幕式には、韓国の慰安婦映画「鬼郷」の監督と主演女優が慰安婦被害を知らせるために参加。前議員のマイク・ホンダ、中国総領事等が出席した。2017年11月14日、市議会は慰安婦像を土地ごと寄贈を受け入れる決議案を全会一致で可決した。また、この市民団体から少なくとも20年間の維持管理費として日本円で約2300万円の寄付を受け入れるとしている。一方、大阪市は、サンフランシスコ市と1957年から姉妹都市の関係にあったが、大阪市長の吉村洋文は、像が公共物化されれば関係を解消する意向で、最終的に判断するため、この時点でサンフランシスコ市長だったエドウィン・リーに面会を求めていた。しかし11月24日、リーが像の寄贈受け入れを承認したことにより、吉村は12月中に姉妹都市提携を解消し、民間団体の交流事業に対する補助金も取りやめる意向であることを発表したが、12月12日にリーが急逝したため、ロンドン・ブリードが次期市長に正式に就任するまでは解消通告を延期した。また、市長との会談を求めた書簡に対し、サンフランシスコ市からメールで「会談は可能だが、慰安婦像について交渉の余地はない」とする返信が届いたことも明らかにした。その後、2018年7月に吉村はブリードに公共物化を撤回する書簡を送付し、同年9月末までに回答を求めたが、回答がなく、同年10月2日に姉妹都市の解消を正式に通告した。同年10月4日、ブリードは声明を公表し、姉妹都市の解消について「1人の市長が一方的に姉妹都市を解消できない」「像は奴隷化および性的の人身売買の恐怖に耐えられた女性らの象徴」と撤回に応じないことを主張しており、サンフランシスコ市のホームページには現在でも姉妹都市一覧に大阪市が掲載されている。
2018年以降、毎年9月には慰安婦像設置を記念する行事がセント・メリーズ公園で開催されている。
碑文には「性奴隷」「何十万の女性と少女」「大多数は囚われの身のまま命を落とした」など、日本政府が不適切と指摘する言葉が盛り込まれており、アメリカで公有地の慰安婦像はカリフォルニア州グレンデール市、ジョージア州ブルックヘブン市に続き三例目、大都市では初めて。
日本語原文（縦書き）　（碑文には同じ内容が英語・日本語・韓国語・フィリピン語・中国語で併記されている）

### ニューヨーク州 ニューヨーク市マンハッタン
2017年10月13日、韓人移民史博物館に除幕式が行われ地元選出の下院議員マロニーも出席した。アメリカ東部では初の慰安婦像となった。

### カリフォルニア州 フラートン市
2014年8月19日 オレンジ郡のフラートン市で開かれた市議会で、韓国系団体が提出した慰安婦問題での日本政府の謝罪を求める決議が可決されたため、カリフォルニア州韓国系米国人フォーラム(KAFC)が慰安婦像の設置を市の博物館に提案。博物館が慰安婦像を設置をするかどうかを検討していたが、その結果設置は見送られる方針。

### ワシントンD.C.（未設置）→バージニア州アナンデール（一旦撤去）
2016年8月、挺対協などで構成される「平和碑（平和の少女像）全国連帯」（韓国）が最初の国際事業としてアメリカの首都ワシントンD.C.に慰安婦像を設置する事を宣言し、現地の韓国系住民の協力を得て、2016年12月10日の世界人権デーに除幕式を行うことを目指したが、朴元淳ソウル市長がワシントン市長に支援を求めた他、ホワイトハウス周辺の教会や大学と交渉したものの、設置を政治的な問題ととらえられ、予定日までに設置場所を見つけることが出来なかった。関係者は、12月10日に市内の公園でお披露目式を行った後、一時保管場所に像を移した。式典には挺対協代表の尹美香と元慰安婦を名乗る吉元玉が出席した。韓国系団体にとってアメリカ政府機関や各国の大使館などが集中するワシントンに慰安婦像を設置することが悲願だと見られている。式典の中で、National Association of Korean Americansの会長、H.K. Suhは「恒久的に設置され世界の人々に日本の蛮行を知らせる事を目的」に公開したと述べた。
2019年8月15日、在アメリカ合衆国日本国大使館前にて韓国系住民の団体による抗議活動が行われ、同時に像を公開した。団体によれば大使館前での像公開は初めて。
2019年10月27日、ワシントンD.C近郊のバージニア州アナンデールにある商業ビルの前庭に像が設置され除幕式が行われた。団体によると首都近郊での像設置は初めてとしている。
2023年7月5日、設置を推進した市民団体「ワシントン希望ナビ」によると、像が設置されていた建物の1階に入居した会社が前庭を使用したことにより、像は一旦撤去され、会員の家庭に臨時に移動した。

### コネチカット州ニューヘイブン
2020年3月1日、コネチカット州ニューヘイブンの韓国人会館前でイェール大学の学生団体「STAND」と韓国系米国人による市民団体により、像が設置され、除幕式が行われた。2019年5月にイェール大学の敷地内に設置されたものの、大学側の指示で撤去された。

### ジョージア州 アトランタ市
2017年2月9日、アトランタ平和の少女像建立委員会は記者会見にて、ジョージア州フルトン郡アトランタの公民権・人権センターに像の設置を計画していることを発表したが、同センターは「本来の設計と違った造形物を民権センターの外部に設置できないという方針がある」を理由に設置を拒否した。これについて団体の委員長であるキム・ベクギュは「日本政府が『少女像を設置する場合、日本企業がアトランタから撤収する』と迫ったほか、日本市民も大量の電子メールを送って邪魔をしたので設置が失敗に終わったものとみられる」「我々は少女像建立妨害工作に遭っても、必ず別の場所に少女像を設置するだろう」と述べた。
2022年7月18日、アトランタ韓人会とアトランタ平和の少女像建立委員会により、像がアトランタ韓人会館に設置され、同年8月15日の光復節に合わせ除幕式を行われる予定であったが、一部の韓国人諮問委員会によって設置を反対されたため、当面は韓人会館駐車場に放置するとした。これによって、アトランタ韓人会館は意見を受け入れた上で像の設置を保留した。キムは、上述の影響から日本政府により像を公用地に設置する動きが阻止されるケースを予想したものとして、この像をアトランタ韓人会館に設置するとしていた。
2023年3月1日、2022年11月26日の公聴会および12月19日の総会に出席した韓国人の賛成過半数の意思を確認したことから、アトランタ韓人会館に像が設置され、除幕式が開かれた。

### ペンシルベニア州 フィラデルフィア
2017年、フィラデルフィア大都市圏韓人会が、慰安婦像の設置を進めるために「フィラデルフィア平和の広場委員会」を設立した。
2021年2月10日、ペンシルベニア州フィラデルフィア中心部のクイーンビレッジの公園にて、韓国系市民団体により慰安婦像を設置した公園の造成を計画していると、韓国のCBS放送が報じた。この公園の名称は「フィラデルフィア平和広場」と公表し、慰安婦像と公園が共に製作されるのは世界で初めてだという。同市の芸術委員会はこの計画のプレゼンテーションと意見表明を行う特別会合を2022年9月19日に実施した。この特別会合では、参加した31人のうち、21人が反対していた。
2022年10月12日、同市芸術委員会により、この公園の計画が承認され、実行に移されることになった。芸術委員会の委員長であるロバート・ローシュは、受け取った150通の電子メールの多くは、この計画に反対していたと述べ、メールの内容が十分に考慮されているものだと主張した。また、委員のカルマン・ミグエルは、第二次世界大戦中に起こったとされる特定の事件はそのままとした上で、そのような犯罪行為が人類史上普遍的に起こったという内容を碑文に追加するよう提案したという。

## アルゼンチン

### ブエノスアイレス
2022年11月、正義記憶連帯はブエノスアイレス「ESMA『記憶の場』博物館」内の庭園にある「5月広場の祖母たち」の「記憶の家」に慰安婦像を展示する予定であったが、G20サミットにてアルゼンチン大統領のアルベルト・フェルナンデスと日本内閣総理大臣の岸田文雄が会談後、アルゼンチン政府とブエノスアイレス市が立場を変えたことによって設置は見送られた。
2025年4月24日から5月12日まで開催される「第40回ブエノスアイレス国際図書展」にて、慰安婦像が展示されることになった。南米での像の展示は初めてで、韓国人のアルゼンチンへの移民60年と日帝による植民地からの解放80年を記念し、アルゼンチン韓人会が設置を主導した。

## オーストラリア

### シドニー大都市圏ストラスフィールド（中止）
2015年8月、オーストラリアのストラスフィールド市議会は、韓国系と中国系の住民が求めていた慰安婦像設置の請願を全会一致で否決した。設置にあたり、韓国系住民は「アジアの女性20万人が日本軍の性奴隷にされた。像は暴力防止の象徴になる」と主張、中国系代表は「米国など各国に慰安婦像はある。中、韓、豪の慰安婦3姉妹の像をつくり観光名所にしよう」と訴えたが、日系人が「像設立は日本人や日系住民への差別を助長する」と反対した。日系以外の市民も「特定の人種攻撃で、多様な民族が調和してきた努力が台無しになる」と相次いで懸念を表明し、最終的に、同市議会は「州か連邦政府が立場を明確にすべき問題だ」として判断を回避した。像は、韓国人、中国人、オーストラリア人の慰安婦をモデルにした銅像で、中国人芸術家Jian Hua Qianが制作し、”Three Sisters（三姉妹）”と名付けられる予定だった（オーストラリアには、オランダより移住した元慰安婦ジャン・ラフ・オハーンが暮らしている）。韓国系住民らは、その後も州への働きかけを強めている。

### シドニー大都市圏インナー・ウエスト・カウンシル
2016年8月6日、オーストラリアの韓国系市民団体（シドニー平和の少女像建設推進委員会）が、シドニー近郊の「シドニー韓人会館」に設置した慰安婦像の除幕式を行った。オーストラリアでの慰安婦像設置は初めてで、日系の市民団体「AJCN」は「在豪日本人への人種差別につながる」「2015年12月の日韓合意に反する行為」と設置反対を訴えていた。日本はこの日韓合意において、改めて心からのおわびと反省の気持ちを表明し、日本政府の予算により韓国へ10億円を拠出している。AJCNによると、設置した韓国系グループは日韓合意に反発し、2016年1月から毎月第１水曜日にシドニーの日本総領事館前で、ソウルの日本大使館前で行われている「水曜デモ」をまねた抗議活動を小人数で行っている。
慰安婦像は高さ約1.5メートルで、ソウルの日本大使館前に設置されたものと同じ。除幕式には韓国から病身の元慰安婦キル・ウォンオク(89)を招き、慰安婦像の横に設置されているいすに座らせ記念撮影を行った。キル・ウォンオクは「少女像を通じてオーストラリアの人々も私たちの歴史の真実を学べるだろう」「日本政府が真実を隠し犯罪を否定して、責任を回避しないよう皆さんが努力してほしい」と訴えた。参加者は韓国挺身隊問題対策協議会の尹美香代表、作家のキム・ソギョン、イ・ジェミョン韓国城南市市長、韓国系オーストラリア人など400人余り。オーストラリア側からは先住民女性の連邦下院議員リンダ・バニーと人権運動家ビル・クルス牧師、のちにオーストラリアに移住した旧日本軍の元オランダ人慰安婦ジャン・ラフ・オハーンの娘キャロル、中国系のニューサウスウェールズ州上院議員アーネスト・ウォンらが参加した。「城南市平和の少女像建設推進委員会」を主導したイ・ジェミョン市長は、日本政府に向けて「真の勇気とは誤りを認め謝るところから始まる」「日本軍が世界の多くの若い女性たちを性的奴隷として戦争に連れて行ったことを明白な事実として認め、公式に賠償し反省することこそが、日本国が世界国家の一員として尊重される道」と演説した。挺対協のユン・ミヒャン代表は「最後まであきらめずに、正義が実現するまで歩み続ける」とした。
オーストラリアの公共放送ABC（電子版）は「（日韓市民間の）対立が深まっている」とし、このキル・ウォンオク元慰安婦を「13歳で慰安所で仕事を強制され、日本兵たちに何百回も強姦された」と報じている。
韓国系団体は、設置に市役所などの許可が必要ないとして、まず「シドニー韓人会館」に設置し、年内にインナー・ウエスト・カウンシル（旧ミュニシパリティ・オブ・アッシュフィールド）にある教会施設内に移設された。
2017年日系の団体が像は差別と分裂を生むので撤去をオーストラリア人権委員会に訴えたが委員会で扱う内容ではないと棄却された。
慰安婦像の碑文　＊日本で虚偽だとされている部分：sexual slavery（性奴隷）
原文
翻訳

## カナダ

### バーナビー市（保留）
2015年4月、同市の姉妹都市である韓国の華城市が姉妹都市の友好を理由に提案。韓国系住民による設置運動に対し、コーリガン市長は像設置の判断を当面保留する方針を決定した。

### トロント市
2015年11月19日除幕式が行われた。カナダ初の像でありデザインはソウルの日本大使館前と同じもの、除幕式には国会議員のピーター・ケントも出席し日本に対し謝罪を呼びかけた。

## ドイツ

### フライブルク市（撤回）
2016年、韓国のヨム・テヨン（廉泰英）水原市市長らは、水原市の新たに姉妹都市となったドイツのフライブルク市中心部に慰安婦像を設置する提案を行ったが、フライブルク市の姉妹都市松山市等日本側の抗議で計画は撤回された。これに対し水原市の市長は、日本が過去を否定したと批判し、日本側に抗議の書簡を送る事を明らかにした。水原市と友好都市の関係にあった福井市は、水原市に事実関係の確認を求めたが回答はなく、慰安婦問題の再燃が懸念されるとして10月に予定していた市長の水原市訪問を中止した。フライブルク市市長は、当初「平和の像」という名の銅像を姉妹都市の水原市からの贈り物と理解していたが後に撤回した。市長は計画の撤回後、この計画が日本に外交的圧力を加える事を目的としたものだったとし、悪用されたと地元紙に語った。
この騒ぎに先立つ2016年の2月、水原市など韓国の50の地方自治体は、全世界に日本の反倫理的蛮行を知らせる為に海外の友好姉妹都市への慰安婦像の設置を推めて行くと発表していた。
水原市はフライブルク市の撤回を受け入れたが、民間団体である「水原市国際姉妹都市ドイツ・フライブルク市平和碑建立推進委員会」は、ドイツの民間団体と協力してヨーロッパ初の慰安婦像の建立を目指し引き続き活動して行くと発表した。

### ヴィーゼント市
2017年3月8日、国連が定めた国際女性デーに、韓国の水原市（スウォン市）の協力の下、バイエルン州 ヴィーゼントのネパール・ヒマラヤパビリオン公園にヨーロッパ初となる慰安婦像が設置され、「ドイツ平和の少女像水原市民建立推進委員会」により除幕式が行われた慰安婦像は韓国の日本大使館前のものと同じで、除幕式には14歳の時に旧日本軍の慰安婦として連れ去られたというアン・ジョムスン(90)が車いすで出席し、慰安婦像の横に設置しているいすに座って涙を流した。その他「ドイツ平和の少女像建立推進委員会」の関係者や、水原市の代表団など100人余りが出席した。国際女性デーに行ったのは「旧日本軍の慰安婦被害者をたたえ、慰安婦の歴史を繰り返すまい」との意思を伝えるだけでなく、「世界における女性への性暴力と人権侵害に反対する反戦と平和のメッセージ」を込めるためという。計画推進団体代表は、水原市などが同じドイツのフライブルク市に設置計画を進めていたが、日本側の反対で実現せず、最終的にヴィーゼントに決まった。

### フランクフルト・アム・マイン
2020年3月8日、フランクフルト・アム・マインにある韓国人教会前にて像が設置され、除幕式が行われた。

### ベルリン市ミッテ区

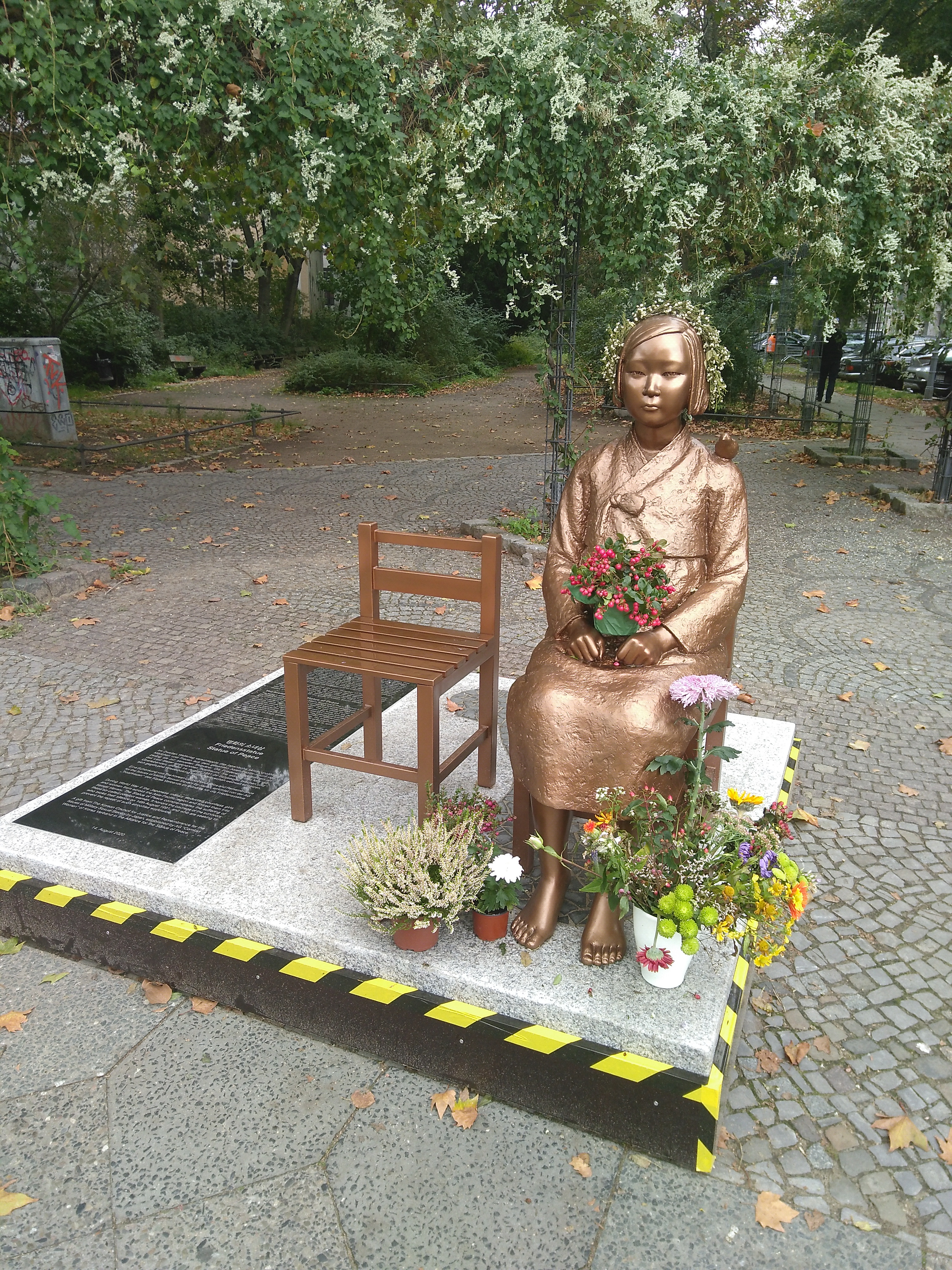
ベルリン

2020年9月25日、韓国関連市民団体のコリア協議会を中心とする日本軍慰安婦問題対策協議会の推進により、ベルリンの中心地ミッテ区に像が設置され、28日に除幕式が行われた。ドイツ内における公共場所での設置は初めてだという。像の製作は韓国の慰安婦被害者支援団体「日本軍性奴隷制問題解決のための正義記憶連帯」が支援したものとしており、関係機関の許可を得たという。また、団体は当局に対し芸術作品としての設置を申請しており、期限を1年間として許可を得たと述べており、経過後は許可の更新が必要であると述べた。日本では9月29日、官房長官の加藤勝信が、像の撤去を要請する考えを示した。10月2日、ドイツ側の要請で決定しフランスを訪問した外務大臣の茂木敏充はドイツ外相のハイコ・マースとテレビ電話会談を通じて、撤去するよう要請した。
2020年10月8日、ミッテ区は像の設置許可を取り消し、同月14日までに撤去するようコリア協議会側に要請した。区側は、「戦時中の性暴力に反対の意思を示すもの」として設置を許可したが、実際には第二次世界大戦中における日本軍の行為のみを対象としており、区としては日韓両国間の問題に関し中立の立場を取る必要があると判断したとの声明を出した。区長のフォンダッセルは、「政治的、歴史的に複雑な2国間対立をドイツで扱うのは不適切だ」とコメントした。正義連の不正が撤去原因との報道もあった。しかし、同月13日にコリア協議会をはじめとする韓国人らが抗議デモを行い、市民団体により撤去の効力停止を裁判所に提出したことから、区は裁判所の判断が出るまで、撤去は一旦見送りとした。
この像はあいちトリエンナーレ2019にて展示されたものと同じ作家による作品であると指摘されたことから、この芸術祭が設置に繋がったものであると見解を表明し、名古屋市長の河村たかしは2020年11月2日に撤去を求める文書を同区長に送付した。
2020年11月5日、ミッテ区議会は撤去命令を撤回する決議案を採択した。この決議案では「少女像を存置しなければならない」という採決を進め、主席した37人の議員のうち、28人が賛成し、9人が反対とした。12月1日、区議会は賛成で可決とし、像の設置を継続することを支持した。これにより、当初1年間である期限については当初の2021年8月14日から同年9月30日までに延長されたほか、「恒常的な設置に向けた解決策を探すべき」といった文言が盛り込まれ、碑文を修正することによる永続設置が可能となる方策を講じることを盛り込むことについて議論するとした。加藤と茂木は決議に対し、引き続き撤去を要請する考えを示した。
2021年9月2日、ミッテ区はコリア協議会に送った書簡にて、8月14日の会議にて像が留まることを可能とする特別許可を2022年9月28日まで延長することを議決したと伝えた。これに対し日本政府は外交ルートを通じてドイツ政府に抗議し、加藤も9月6日の定例記者会見にて「受け入れられない。ドイツ側の関係者には強く抗議した。いろんな働き掛けをし、理解を得て動きが収まった例も複数存在している」と述べた上で引き続き像を速やかに撤去するよう求めていく考えを示した。
2022年4月28日、日本の内閣総理大臣の岸田文雄はドイツ首相のオラフ・ショルツに対し、像の撤去を要請した。同年6月には、慰安婦詐欺清算連帯の関係者が像の前で、撤去を要求する集会をおこなった。これらの動きに対し、正義記憶連帯とコリア協議会は7月5日、3万1317人の市民と559の団体が署名した、像の存続を求める声明文をミッテ区の担当官ステファニー・レムリンガーに手渡した。
期限が満了した2022年9月28日以降も撤去は見送られており、区長に就任したステファニー・レムリンガーは同年11月9日、設置期限をさらに2年延長すると発表した。
2024年7月、ミッテ区は期限満了後にコリア協議会に撤去を求めると明らかにした。期限満了後、区はコリア協議会に4週間以内の像撤去または私有地への移設を求めたが、団体側は拒否した上で差し止め請求訴訟を起こした。2025年4月16日、行政裁判所は像について、芸術の自由優先を判断した上で同年9月28日まで存続を認める決定を発表した。

### ドレスデン
2021年4月15日、ザクセン州ドレスデンの国立美術館傘下の民族学博物館に、上述のベルリンに像を設置したコリア協議会により2体の像が設置され、除幕式が行われた。団体は、戦争や紛争といったトラウマを言葉で乗り越えていくというテーマとした特別展示会に合わせたとしている。また、プラスチック製が展示室内に、ブロンズ製が中庭にそれぞれ置かれ、後者は1年間展示されるとしている。このテーマの特別展を同年4月16日から8月1日まで開くとしている。

### カッセル
2022年7月7日、ヘッセン州カッセルのカッセル大学敷地内の総学生会本館にて、カッセル大学総学生会により像が設置され、同月8日に除幕式が開かれた。同学生会の企画によって設置され、コリア協議会にキャンパス内に像を設置したいとの意向を伝えていたという。同学生会は設置について、「日本による少女像の撤去の試みにもベルリンの少女像を堅固に守り抜いた姿を見た」とドイツの韓国系市民らの抵抗に共鳴したことから、国際美術展「ドクメンタ」の開催をきっかけに戦時性暴力に反対する象徴として、像を世界に知らせようという考えから設置準備を進めていたという。
2023年3月9日、像は撤去された。学長側は2022年9月に像を撤去するよう学生会側に通知したことから、慰安婦被害者の支援活動に取り組む韓国の市民団体が像の後援者名簿を届けるために大学を訪問した際に、学長による撤去通知の背景には日本政府による撤去要求があると伝えていたという。また、コリア協議会代表の韓静和は「少女像の撤去を要求する学長側とこれに反対する学生会側が交渉を続けていたが、（学長側が）一方的に、不意打ちで撤去した」と説明した。
この撤去に関して、日本の歴史学者田中利幸が、日本軍＜慰安婦＞問題解決ひろしまネットワークの代理人としてカッセル大学の学長理事会に抗議文を送った。
2025年3月8日、像は再度敷地内に設置されることになった。期間は1年間としている。

### ボン
2025年3月よりケルンのナチス記録センターにて3ヶ月間展示されていた像が、同年6月18日までにボンの女性博物館の前に移転された。同年6月28日、除幕式が行われた。設置を主導したコリア協議会は、移転先の場所は私有地であることから永久設置できるとしている。

## イタリア

### スティンティーノ
2024年6月19日、正義記憶連帯はサルデーニャ島スティンティーノの公有地に慰安婦像を設置したと発表した。同年6月22日、除幕式が行われた。正義連は2023年12月に像の設置をスティンティーノ市に提案し、2024年1月に議会で承認された。ヨーロッパにおける像の設置はドイツに続いて2か国目となり、ヨーロッパの公有地における像の設置はドイツのベルリンに続いて二例目で、イタリアでの設置は初めてとなった。
碑文には、日本軍の慰安婦について「大勢の女性を拉致して性奴隷にするなど、ホロコーストに匹敵する犯罪」と刻まれていた。一方、市長のリタ・バッレベッラは共同通信社の取材に応じ、碑文について「一方的な主張が記されている。文言変更を検討している」と明らかにした上で、「女性に対する戦争犯罪への普遍的な批判の気持ちを込めている。政治利用だとして問題化しない限り撤去の考えはない」と表明した。

## フィリピン

### マニラ市（撤去）
2017年12月8日、フィリピンの首都マニラにあるマニラ湾に面したロハス通り沿いのベイウォークと呼ばれる遊歩道上に、政府機関「フィリピン国家歴史委員会」が、現地の中国系の民間団体などの支援を得た上で慰安婦像を設置したが、2018年に日本政府が抗議した後、フィリピン政府によって撤去された。

### サンペドロ市（撤去）
2018年12月28日、フィリピンのラグナ州 サンペドロ市の高齢者介護施設でソウルの日本大使館前と同じ像の除幕式が行われ、同市長のロアデス・カタキスと忠清北道堤川市前市長の李根圭、像の製作者である韓国側の代表団8人が出席したが、2日後に撤去された。

### パナイ島カティクラン
2019年2月5日、フィリピンのパナイ島カティクランの桟橋近くにある私有地の駐車場の一角で、フィリピン人の2体の慰安婦像の除幕式が行われた。フィリピン内では上記の通り慰安婦像の撤去が相次いでいることから、製作者は「これなら撤去圧力をかけられないはず」とした。

## 日本

### 東京都美術館（撤去）
2012年8月に東京都美術館で開催された「第18回JAALA国際交流展」に韓国人の芸術家が製作した「慰安婦像」のレプリカが出品されたが、特定の政治・宗教に関連すると判断され同館の運営要綱に抵触するとして、撤去されている。

### あいちトリエンナーレ 2019
2019年8月に開催されたあいちトリエンナーレ 2019に慰安婦像のレプリカが出展された。

## 慰安婦像の設置状況
以下を含め、2022年5月時点で100体以上の慰安婦像が韓国を中心に設置されている。
- 2011年12月14日：韓国 ソウル特別市（在大韓民国日本大使館前） - 最初の慰安婦像
- 2013年2月28日：韓国 京畿道 高陽市（湖水（ホス）公園内の「高陽市600年館」）
- 2013年7月30日：アメリカ カリフォルニア州 ロサンゼルス郡 グレンデール（公園）
- 2014年1月17日：韓国 慶尚南道 巨済市（巨済文化芸術会館前の公園）立像
- 2014年4月15日：韓国 京畿道 城南市（市庁広場）
- 2014年5月3日：韓国 京畿道 水原市（水原オリンピック公園）
- 2014年8月12日：韓国 京畿道 華城市（セントラル公園）
- 2014年8月16日：アメリカ ミシガン州 デトロイト市（韓国人文化会館前庭）
- 2014年12月24日：韓国 ソウル特別市（テヒョン文化公園）
- 2015年3月1日：韓国 蔚山広域市（蔚山大公園）
- 2015年3月1日：韓国 大田広域市（市庁前のボラメ公園）
- 2015年8月12日：韓国 全羅北道 群山市（東国寺境内）立像 - 日本からの支援（曹洞宗からの資金援助）により、初めて設置された慰安婦像。[302]
- 2015年8月13日：韓国 全羅北道 全州市の（豊南門（プンナンムン）広場）
- 2015年8月14日：韓国 光州広域市（市庁前の広場）立像 - 制作は彫刻家のアン・ギョンジンとソウル大彫塑科の大学院生。なお、光州広域市と国際姉妹都市関係にある仙台市の奥山恵美子市長は友好と交流を推進するために抗議は行わないと表明している。[303]
- 2015年8月15日：韓国 江原道 原州市（原州市庁公園）[304]
- 2015年10月28日：韓国 ソウル特別市（城北区の公園）- 韓国と中華人民共和国の共同制作。韓国のキム・ウンソン、キム・ソギョンが制作した像と中国清華大学の芸術大教授が制作した像の2体を並べて設置
- 2015年11月7日：韓国　京畿道 議政府市（議政府駅前の平和公園）
- 2015年11月19日:カナダ トロント（韓国人会館前）[305]
- 2015年12月中旬：韓国 済州島（大学前の広場）
- 2016年2月3日：韓国 京畿道 富川市（安重根公園）[306]
- 2016年3月1日：韓国　釜山市 釜山鎮区（オリニ＜子供の意＞大公園の学生教育文化会館内広場）立像
- 2016年8月6日：オーストラリア シドニー近郊（シドニー韓人会館）
- 2016年10月22日: 中国 上海師範大学[307]
- 2016年12月28日：韓国 釜山市東区（日本総領事館前） - 即日撤去されたが、市民からの抗議が殺到し再度同月30日に設置。
- 2017年3月8日：ドイツバイエルン州ヴィーゼント（ネパール・ヒマラヤパビリオン公園内） - ヨーロッパ初[245][249]。
- 2018年3月1日：韓国 慶尚北道亀尾市（亀尾駅の裏の広場）立像[308][309]
- 2018年12月14日：韓国 京畿道水原市（京畿道議会庁舎前）[76]
- 2019年4月27日：韓国 京畿道坡州市（臨津閣の自由の橋の入り口）[78]

### 設置中止となった場所
- 2015年4月18日（設置保留決定）：カナダ ブリティッシュコロンビア州 バーナビー市
- 設置見送り：アメリカ カリフォルニア州 オレンジ郡 フラートン（博物館）
- 2015年8月（設置請願否決）：オーストラリア ストラスフィールド市 - 議会が設置の請願を全会一致で否決
- 2015年8月（設置許可撤回）：韓国 慶尚南道 昌原市 - 市民による設置反対運動が起こり、これを受け行政府が設置許可の撤回を決定[124][125]。
- 2017年3月（設置計画撤回）：アメリカ ジョージア州 フルトン郡 アトランタ 公民権・人権センター[218][219]
- 2021年6月（嘆願書否決）:アメリカコロラド州オーロラ市（市庁舎前）[310]
- 2022年12月（設置計画撤回）：アルゼンチンブエノスアイレス（記憶の博物館）[311]

### 設置が計画されている場所
- 2015年8月（予定）：韓国 世宗特別自治市
- 未定：韓国 京畿道広州市[312]